# محمدرضا ابوالفضلی
 محمدرضا ابوالفضلی  (زاده ۲۲ شهریور ۱۳۵۶ - تهران) کمک داور ایرانی فوتبال است. وی در سال ۱۳۷۴ داوری را شروع کرده و در سال ۲۰۰۹ وارد لیست فیفا شده‌است.

## جام جهانی ۲۰۲۲
| جام جهانی فوتبال ۲۰۲۲ – قطر | جام جهانی فوتبال ۲۰۲۲ – قطر | جام جهانی فوتبال ۲۰۲۲ – قطر | جام جهانی فوتبال ۲۰۲۲ – قطر |
| تاریخ                       | مسابقه                      | شهر                         | مرحله                       |
| --------------------------- | --------------------------- | --------------------------- | --------------------------- |
| ۲۴ نوامبر ۲۰۲۲              | برزیل– صربستان              | لوسیل                       | گروهی                       |
| ۲۸ نوامبر ۲۰۲۲              | پرتغال– اروگوئه             | لوسیل                       | گروهی                       |

## شهرآورد تهران
محمدرضا ابوالفضلی کمک داور ۳ دربی بزرگ تهران بوده است
| سه بازی که کمک داور بوده است |              |                        |                                                                  |
| دربی                         | تاریخ        | نتیجه بازی             | گروه داوری                                                       |
| شماره ۸۱                     | ۸ آبان ۱۳۹۴  | استقلال ۱ - پرسپولیس ۱ | محسن ترکی—رضا سخندان -- محمدرضا ابوالفضلی -- پیام حیدری          |
| شماره ۷۹                     | ۲ آذر ۱۳۹۳   | استقلال ۱ - پرسپولیس ۲ | یداله جهانبازی -- محمدرضا ابوالفضلی -- حسین ظهیری—تورج حق‌وردی    |
| شماره ۷۲                     | ۱۶ آبان ۱۳۹۰ | استقلال ۲ - پرسپولیس ۲ | سعید مظفری‌زاده -- محمدرضا ابوالفضلی -- بابک داوری—سیدمهدی سیدعلی |

منبع